# Lijst van beschermd erfgoed in Aarlen
Onderstaande tabel geeft een overzicht van de beschermde erfgoederen in de gemeente Aarlen. Het beschermd erfgoed maakt onderdeel uit van het cultureel erfgoed in België.
| Object | Bouwjaar/architect | Deelgemeente   | Adres                                                                  | Coördinaten                   | Nummer?                | Afbeelding |
| --- | ------------------ | -------------- | ---------------------------------------------------------------------- | ----------------------------- | ---------------------- | --- |
| Provinciaal Paleis (gevels en daken van sommige gebouwen) en omgeving                                                |                    | Aarlen         | place Léopold n°1                                                      | 49° 40' 58" NB, 5° 48' 46" OL | 81001-CLT-0002-01 Info | Provinciaal Paleis (gevels en daken van sommige gebouwen) en omgeving                                                |
| Kasteel Sterpenich                                                                                                   |                    | Autelbas       | rue de Berlaymont, Autelbas (Sterpenich)                               | 49° 38' 51" NB, 5° 53' 20" OL | 81001-CLT-0003-01 Info | Kasteel Sterpenich                                                                                                   |
| Kasteel Autelbas |                    | Autelbas       | Neiewee                                                                | 49° 38' 49" NB, 5° 51' 54" OL | 81001-CLT-0004-01 Info | Kasteel Autelbas |
| Kasteel Guirsch (M) en omgeving gevormd door het kasteel, het terrein en de omliggende gebouwen                      |                    | Guirsch        |                                                                        | 49° 43' 8" NB, 5° 51' 19" OL  | 81001-CLT-0005-01 Info | Kasteel Guirsch (M) en omgeving gevormd door het kasteel, het terrein en de omliggende gebouwen                      |
| Uitbreiding van de bescherming van het Kasteel van Guirsch: aanhorige gebouwen en nabijgelegen boerderij en omgeving |                    | Guirsch        | rue du Château (S).                                                    | 49° 43' 10" NB, 5° 51' 18" OL | 81001-CLT-0006-01 Info | Uitbreiding van de bescherming van het Kasteel van Guirsch: aanhorige gebouwen en nabijgelegen boerderij en omgeving |
| Kapel Saint-Aubin de Heckbous                                                                                        |                    | Guirsch        | Guirsch                                                                | 49° 42' 35" NB, 5° 51' 46" OL | 81001-CLT-0007-01 Info | Kapel Saint-Aubin de Heckbous                                                                                        |
| Les Marais van Heinsch                                                                                               |                    | Heinsch        |                                                                        | 49° 41' 38" NB, 5° 43' 35" OL | 81001-CLT-0009-01 Info | Les Marais van Heinsch                                                                                               |
| Calvarie |                    | Toernich       | rue Dominique (actuellement rue Saint-Servais, devant le n°55), Udange | 49° 38' 11" NB, 5° 46' 20" OL | 81001-CLT-0010-01 Info | Calvarie |
| Kruis, geplaatst langs de provinciale weg                                                                            |                    | Toernich       | rue de Habergy, à gauche du n°1                                        | 49° 38' 9" NB, 5° 46' 12" OL  | 81001-CLT-0011-01 Info | Kruis, geplaatst langs de provinciale weg                                                                            |
| Calvarie in de nieuwe omheining van de begraafplaats van Udange                                                      |                    | Toernich       |                                                                        | 49° 38' 22" NB, 5° 45' 42" OL | 81001-CLT-0012-01 Info | Calvarie in de nieuwe omheining van de begraafplaats van Udange                                                      |
| Calvarie in Toernich op de hoofdbaan                                                                                 |                    | Toernich       | rue Haute, links van nummer 56                                         | 49° 39' 9" NB, 5° 46' 47" OL  | 81001-CLT-0013-01 Info | Calvarie in Toernich op de hoofdbaan                                                                                 |
| Kruisweg aan het einde van Udange op de provinciale weg (weg naar Hirtzenberg) naar Arlon                            |                    | Toernich       |                                                                        | 49° 38' 25" NB, 5° 46' 29" OL | 81001-CLT-0015-01 Info | Kruisweg aan het einde van Udange op de provinciale weg (weg naar Hirtzenberg) naar Arlon                            |
| Openbare wasplaats in het oude centrum van Heinsch, route de Neufchâteau                                             |                    | Heinsch        |                                                                        | 49° 41' 56" NB, 5° 44' 51" OL | 81001-CLT-0017-01 Info | Openbare wasplaats in het oude centrum van Heinsch, route de Neufchâteau                                             |
| Calvarie langs de muur rondom de tuin van het kasteel van de graven van Berlaymont                                   |                    | Autelbas       | rue de la Gendarmerie, face au n°8, à Sterpenich                       | 49° 38' 52" NB, 5° 53' 25" OL | 81001-CLT-0022-01 Info | Calvarie langs de muur rondom de tuin van het kasteel van de graven van Berlaymont                                   |
| Calvarie St.Valentijn                                                                                                |                    | Autelbas       | rue du Hämmelsmarsch, tegenover nummer 32, Barnich                     | 49° 39' 4" NB, 5° 51' 57" OL  | 81001-CLT-0023-01 Info | Calvarie St.Valentijn                                                                                                |
| Calvarie tegen de muur van het kerkhof Sterpenich (Kirchberg)                                                        |                    | Autelbas       | Kirchberg, Sterpenich                                                  | 49° 38' 59" NB, 5° 53' 20" OL | 81001-CLT-0024-01 Info | Calvarie tegen de muur van het kerkhof Sterpenich (Kirchberg)                                                        |
| Calvarie |                    | Bonnert        | Rue du Ponceau, tegenover nummer 3, Waltzing                           | 49° 40' 58" NB, 5° 50' 12" OL | 81001-CLT-0025-01 Info | Calvarie |
| Calvarie Sint-Pieter in de voorkant van de boerderij                                                                 |                    | Autelbas       | rue Saint-Nicolas, n°6, Autelhaut                                      | 49° 39' 3" NB, 5° 50' 32" OL  | 81001-CLT-0026-01 Info | |
| Calvarie val van Christus                                                                                            |                    | Autelbas       | la Clé des Champs, tegenover nummer 3, Stehnem                         | 49° 39' 30" NB, 5° 50' 14" OL | 81001-CLT-0027-01 Info | Calvarie val van Christus                                                                                            |
| Calvarie op een plaats genaamd "Grubermühle"                                                                         |                    | Guirsch        |                                                                        | 49° 43' 23" NB, 5° 50' 13" OL | 81001-CLT-0028-01 Info | Calvarie op een plaats genaamd "Grubermühle"                                                                         |
| Calvarie bij Heckbous-Guirsch                                                                                        |                    | Guirsch        | Heckbous                                                               | 49° 43' 14" NB, 5° 51' 27" OL | 81001-CLT-0029-01 Info | Calvarie bij Heckbous-Guirsch                                                                                        |
| Calvarie langs de Romeinse weg naar Fouche                                                                           |                    | Hachy          | hoek van de rue de la Sablière, Fouches                                | 49° 41' 6" NB, 5° 42' 42" OL  | 81001-CLT-0030-01 Info | Calvarie langs de Romeinse weg naar Fouche                                                                           |
| Calvarie in de vallée des Trois Moulins                                                                              |                    | Guirsch        | hoek van de rue de la Sablière                                         | 49° 42' 22" NB, 5° 51' 3" OL  | 81001-CLT-0031-01 Info | Calvarie in de vallée des Trois Moulins                                                                              |
| Calvarie langs de weg Fouches-Hachy                                                                                  |                    | Hachy          | Rue de Hachy tegenover nr. 95, Fouches                                 | 49° 41' 35" NB, 5° 41' 42" OL | 81001-CLT-0032-01 Info | Calvarie langs de weg Fouches-Hachy                                                                                  |
| Koninklijke klim naar Saint-Donat                                                                                    |                    | Aarlen         |                                                                        | 49° 41' 3" NB, 5° 48' 57" OL  | 81001-CLT-0033-01 Info | Koninklijke klim naar Saint-Donat                                                                                    |
| Art-nouveau gebouw (voorgevel en dak), avenue de la Gare, 29                                                         |                    | Aarlen         | Avenue de la Gare 29                                                   | 49° 40' 50" NB, 5° 48' 37" OL | 81001-CLT-0034-01 Info | Art-nouveau gebouw (voorgevel en dak), avenue de la Gare, 29                                                         |
| Delen van het gebouw genaamd "Les Caves"                                                                             |                    | Aarlen         | Grand-Rue 57                                                           | 49° 40' 59" NB, 5° 48' 58" OL | 81001-CLT-0035-01 Info | |
| Moerassen "du Landbrough" en omgeving                                                                                |                    | Hachy, Heinsch |                                                                        | 49° 39' 17" NB, 5° 41' 1" OL  | 81001-CLT-0039-01 Info | Moerassen "du Landbrough" en omgeving                                                                                |
| Sint-Maartenskerk ('Saint-Martin') (M) en een beschermingszone (ZP)                                                  | 1907-1914          | Aarlen         |                                                                        | 49° 40' 58" NB, 5° 48' 33" OL | 81001-CLT-0040-01 Info | Sint-Maartenskerk ('Saint-Martin') (M) en een beschermingszone (ZP)                                                  |
| Geheel van de synagoge in de rue Saint Jean in Aarlen                                                                |                    | Aarlen         | Rue Saint-Jean                                                         | 49° 40' 59" NB, 5° 49' 7" OL  | 81001-CLT-0041-01 Info | Geheel van de synagoge in de rue Saint Jean in Aarlen                                                                |
| De complete overblijfselen van de oude kerk van St. Martin en Gallo-Romeinse ruïnes in rue de Thermes in Aarlen (M). |                    | Aarlen         | Rue des Thermes romains                                                | 49° 40' 51" NB, 5° 49' 2" OL  | 81001-CLT-0042-01 Info | De complete overblijfselen van de oude kerk van St. Martin en Gallo-Romeinse ruïnes in rue de Thermes in Aarlen (M). |
| Het centrum van het dorp Guirsch                                                                                     |                    | Guirsch        |                                                                        | 49° 43' 3" NB, 5° 51' 7" OL   | 81001-CLT-0043-01 Info | Het centrum van het dorp Guirsch                                                                                     |
| Jupitertoren en vesten, en het bas-reliëf van Jupiter Caelius in de fundering                                        |                    | Aarlen         | Rue du Marquisat n°21                                                  |                               | 81001-CLT-0053-01 Info | Jupitertoren en vesten, en het bas-reliëf van Jupiter Caelius in de fundering                                        |

## Uitzonderlijk erfgoed
| Object                                                                                       | Bouwjaar/architect | Deelgemeente | Adres | Coördinaten                   | Nummer?                | Afbeelding                                                |
| -------------------------------------------------------------------------------------------- | ------------------ | ------------ | ----- | ----------------------------- | ---------------------- | --------------------------------------------------------- |
| Sommige delen van de kelders met resten van schilderingen van het gebouw genaamd "Les Caves" |                    |              |       | 49° 40' 59" NB, 5° 48' 58" OL | 81001-PEX-0001-01 Info |                                                           |
| Ensemble Sint-Maartenskerk met uitzondering van het orgel                                    |                    |              |       | 49° 40' 58" NB, 5° 48' 33" OL | 81001-PEX-0002-01 Info | Ensemble Sint-Maartenskerk met uitzondering van het orgel |
| "du Landbrough"                                                                              |                    |              |       | 49° 39' 17" NB, 5° 41' 1" OL  | 81001-PEX-0003-01 Info |                                                           |